# Palla al centro per Rudy
Palla al centro per Rudy (がんばれ！キッカーズ?, Ganbare! Kikkāzu, lett. "Mettetecela tutta! Calciatori") è un manga di genere spokon per bambini (kodomo) scritto e disegnato da Noriaki Nagai. L'opera è stata serializzata dal 1984 al 1989 sulla rivista CoroCoro Comic edita da Shōgakukan.
Dal fumetto è stato tratto un anime, prodotto dalla Pierrot nel 1986 e composto da 26 episodi. Nell'edizione italiana, trasmessa per la prima volta su Italia 1 dal 12 settembre al 9 dicembre 1988, sono stati creati dei legami tra Palla al centro per Rudy e Holly e Benji. Infatti nella versione italiana si afferma ad esempio che Rudy proviene dalla Saint Francis, la squadra di Benji Price mentre nella versione originale viene detto che arriva dalla Stanton, squadra di Steve Barnes.

## Trama
La storia parla di una squadra di calcio formata da bambini che frequentano la scuola elementare Kitahara e che inizialmente non dispongono di un buon attaccante. Ma quando la famiglia del piccolo Rudy Musten (大地翔?, Daichi Kakeru, Kakeru Daichi in originale) si trasferisce in quella città, il bambino decide di unirsi alla squadra proprio come attaccante, rivelandosi un giocatore valido. Con l'apporto di Rudy la formazione diventa completa in ogni senso, e ciò motiva la squadra a sfidare i fortissimi "Number One" (Red Devils in originale). Nonostante la squadra di Rudy perda 10 a 1, il giovane attaccante della King ("Kitahara" in originale) riesce incredibilmente a segnare un gol al portiere avversario, Lenny (Uesugi), fino ad allora considerato invincibile. La squadra di Rudy, successivamente, arriva a partecipare al campionato nazionale. Nel frattempo il portiere della squadra, Buddy Fox (本郷 勝?, Hongō Masaru, Masaru Hongo in originale), si innamora di Lisa Musten (大地歩?, Daichi Ayumi, Ayumi Daichi in originale), la sorella di Rudy.
La squadra assume in seguito un nuovo allenatore professionista, le cui istruzioni aiutano la compagine ad arrivare alle semifinali di campionato, dove incontrano nuovamente i Number One. Dopo una drammatica partita, che occupa due episodi da venti minuti, la squadra di Lenny riesce alla fine a sconfiggere la squadra di Rudy, che esce devastata dalla partita. Nel gruppo, all'arrivo di Harry (石井 健太?, Ishii Kenta, Kenta Ishii in originale), un piccolo campione espulso da tre forti squadre per il suo comportamento sovversivo, iniziano a formarsi delle fratture. Ma la sua maleducazione, e la forte leadership di Buddy, portano il gruppo a riappacificarsi. Harry in seguito conquista Lisa, lascia la squadra e ne forma una tutta sua, con l'obiettivo di sfidare i suoi vecchi compagni di squadra e sconfiggerli. Anche se l'ingenuo Rudy è più debole del più grande e forte Harry, il gioco di squadra del suo gruppo e il supporto di Lenny, che intanto si è unito alla compagine, assicura la vittoria alla squadra di Rudy. L'anime termina con un redento Harry che si riconcilia con la squadra di Rudy prima di lasciare la città per andare a giocare all'estero.

## Media

### Manga
Il manga, scritto e illustrato da Noriaki Nagai, è stato serializzato dal 1984 al 1989 sulla rivista CoroCoro Comic edita da Shōgakukan. I capitoli sono stati raccolti in venti volumi tankōbon pubblicati dal maggio 1985 al luglio 1989.

#### Volumi
| Nº | Data di prima pubblicazione | Data di prima pubblicazione | Data di prima pubblicazione |
| Nº | Giapponese                  | Giapponese                  |                             |
| -- | --------------------------- | --------------------------- | --------------------------- |
| 1  | maggio 1985                 | ISBN 4-09-141001-4          |                             |
| 2  | 25 luglio 1985              | ISBN 4-09-141002-2          |                             |
| 3  | 25 settembre 1985           | ISBN 4-09-141003-0          |                             |
| 4  | 25 gennaio 1986             | ISBN 4-09-141004-9          |                             |
| 5  | 25 aprile 1986              | ISBN 4-09-141005-7          |                             |
| 6  | 25 luglio 1986              | ISBN 4-09-141006-5          |                             |
| 7  | settembre 1986              | ISBN 4-09-141007-3          |                             |
| 8  | 25 ottobre 1986             | ISBN 4-09-141008-1          |                             |
| 9  | 25 gennaio 1987             | ISBN 4-09-141009-X          |                             |
| 10 | marzo 1987                  | ISBN 4-09-141010-3          |                             |
| 11 | maggio 1987                 | ISBN 4-09-141181-9          |                             |
| 12 | agosto 1987                 | ISBN 4-09-141182-7          |                             |
| 13 | 25 novembre 1987            | ISBN 4-09-141183-5          |                             |
| 14 | 25 aprile 1988              | ISBN 4-09-141184-3          |                             |
| 15 | settembre 1988              | ISBN 4-09-141185-1          |                             |
| 16 | gennaio 1989                | ISBN 4-09-141186-X          |                             |
| 17 | febbraio 1989               | ISBN 4-09-141187-8          |                             |
| 18 | marzo 1989                  | ISBN 4-09-141188-6          |                             |
| 19 | giugno 1989                 | ISBN 4-09-141189-4          |                             |
| 20 | luglio 1989                 | ISBN 4-09-141190-8          |                             |

### Anime
Un adattamento anime diretto da Akira Sugino e prodotto dallo studio d'animazione Pierrot è stato trasmesso in Giappone su NTV dal 15 ottobre 1986 al 25 marzo 1987 per un totale di 26 episodi. Le sigle originali sono rispettivamente Kimi wa nagareboshi (君は流れ星? lett. "Sei una stella cadente") (apertura) e Ginga no shōnen (銀河の少年? lett. "Ragazzo galattico") (chiusura) entrambe cantate da Tomomi Nishimura.
Successivamente è stato realizzato un OAV, pubblicato il 21 agosto 1987, il quale funge sia da episodio riassuntivo, montando scene prese dalla serie televisiva, che da finale alternativo della trasposizione animata rendendolo fedele al manga originale. Nella serie TV, il tiro all'ultimo secondo di Rudy viene parato da Lenny e la King viene così eliminata dal campionato scolastico giovanile. Nella versione OAV invece il tiro va a segno in modo che la partita si concluda ai rigori. Grazie all'impegno di Rudy e Buddy, la King riesce alla fine a vincere e ad accendere ai turni successivi del torneo, tra le aspettative e l'entusiasmo del pubblico.
In Italia la serie è stata trasmessa per la prima volta su Italia 1 dal 12 settembre al 9 dicembre 1988. La sigla dal titolo Palla al centro per Rudy, scritta da Alessandra Valeri Manera su musica di Vincenzo Draghi, è stata incisa da Cristina D'Avena, che ha dedicato alla serie anche un LP monografico dal titolo omonimo. Una particolarità dell'edizione italiana è la modifica dei legami tra Palla al centro per Rudy e Holly e Benji. Infatti nella versione italiana si afferma ad esempio che Rudy proviene dalla Saint Francis, la squadra di Benji Price, mentre in quella originale viene detto che arriva dalla Stanton, squadra di Steve Barnes.

#### Episodi
| Nº Ja | Nº It | Titolo italiano Giapponese 「Kanji」 - Rōmaji - Traduzione letterale | In onda          | In onda           |
| Nº Ja | Nº It | Titolo italiano Giapponese 「Kanji」 - Rōmaji - Traduzione letterale | Giapponese       | Italiano          |
| 1     | 1     | Un nuovo arrivo 「はらァー！ほんとにこれがサッカー部？」 - Harā! Honto ni kore ga Sakkā-bu? – "Hara! È davvero questo il club di calcio?"                                                                          | 15 ottobre 1986  | 12 settembre 1988 |
| 2     | 2     | Cominciamo gli allenamenti 「グズの太一がオンボロチームを救った！」 - Guzu no Taichi ga Onboro Chīmu o sukutta – "Taichi Guz ha salvato la squadra di Onboro!"                                                     | 22 ottobre 1986  | 14 settembre 1988 |
| 3     | 3     | Un padre troppo ambizioso 「デコ、サッカーなんてやめてしまえ！」 - Deko, Sakkā nante yamete shimae! – "Basta Deco e calcio!"                                                                                       | 29 ottobre 1986  | 19 settembre 1988 |
| 4     | 4     | Un gol al minuto 「あの上杉と対決だ！南陽戦キックオフ！！」 - Ano Uesugi to taiketsu da! Nan'yō-sen Kikkuofu!! – "Confronto con quell'Uesugi! Il calcio d'inizio di Nanyo!!"                                       | 5 novembre 1986  | 21 settembre 1988 |
| 5     | 5     | Buddy infortunato 「あきらめないぞ！絶対１点とってやる！！」 - Akirame nai zo! Zettai 1 ten totte yaru!! – "Non mi arrenderò! Farò sicuramente un punto!!"                                                         | 12 novembre 1986 | 26 settembre 1988 |
| 6     | 6     | Capitano gentiluomo 「そんなバカな！キャプテンはエッチだ？」 - Sonna baka na! Kyaputen wa Etchi da? – "È un tale sciocco! Il capitano è cattivo?"                                                                  | 19 novembre 1986 | 28 settembre 1988 |
| 7     | 7     | Partita in trasferta 「とどけ！空に舞う友情のサッカーボール」 - Todoke! Sora ni mau yūjō no Sakkā Bōru – "Prendilo! Il pallone da calcio dell'amicizia che vola nel cielo"                                         | 26 novembre 1986 | 3 ottobre 1988    |
| 8     | 8     | Un tiro tutto particolare 「はらァー、健太君の幻のスーパーシュート」 - Harā, Kenta-kun no maboroshi no Sūpā Shūto – "Hara, il super tiro fantasma di Kenta-kun"                                                    | 3 dicembre 1986  | 5 ottobre 1988    |
| 9     | 9     | Un nuovo tipo di allenamento 「大ピンチ！ボールのけれないキッカーズ」 - Dai Pinchi! Bōru no kerenai Kikkāzu – "Un grande guaio! I calciatori che non sanno calciare la palla"                                      | 10 dicembre 1986 | 10 ottobre 1988   |
| 10    | 10    | Una grande partita 「えっ健太とデコ退場！ラフプレーに苦戦」 - Etsu Kenta to Deko taijō! Rafu Purē ni kusen – "Eh Kenta e Deco se ne vanno! Lottando con il gioco approssimativo"                                   | 17 dicembre 1986 | 12 ottobre 1988   |
| 11    | 11    | Pericolo di matrimonio 「結婚反対！？守くんがうけたヘンな挑戦状」 - Kekkon hantai!? Mamoru-kun ga uketa hen'na chōsen-jō – "Opposizione al matrimonio!? Una strana lettera di sfida ricevuta da Mamoru"            | 24 dicembre 1986 | 17 ottobre 1988   |
| 12    | 12    | Sfida musicale 「学も明菜も優勝だ！キッカーズが応援団」 - Gaku mo Akina mo yūshō da! Kikkāzu ga ōen-dan – "Sia Gaku che Akina hanno vinto il campionato! Il tifo per i calciatori"                                 | 14 gennaio 1987  | 19 ottobre 1988   |
| 13    | 13    | Una squadra programmata 「コンピューターサッカーをぶっとばせ！」 - Konpyūtā Sakkā o buttobase! – "Calcio computerizzato!"                                                                                          | 21 gennaio 1987  | 21 ottobre 1988   |
| 14    | 14    | Avversari scorretti 「バカにするな！倍速シュートを決めろ！！」 - Baka ni suru na! Baisoku Shūto o kimero!! – "Non essere stupido! Decidi uno scatto a doppia velocità!!"                                           | 28 gennaio 1987  | 24 ottobre 1988   |
| 15    | 15    | Un presuntuoso fuoriclasse 「哲也の特ダネ！気分はキッカーズ探偵団」 - Tetsuya no tokudane! Kibun wa Kikkāzu tantei-dan – "Il piatto speciale di Tetsuya! Il sentimento della squadra dei calciatori investigatori" | 26 agosto 1987   | 26 ottobre 1988   |
| 16    | 16    | Per amore o per onore 「ゲッ！とんでもないコーチがやって来た」 - Getsu! Tondemonai kōchi ga yatteki ta – "Prendilo! È arrivato un allenatore ridicolo"                                                             | 4 febbraio 1987  | 28 ottobre 1988   |
| 24    | 17    | Una lezione di vita 「ひとりぼっちのエースストライカー」 - Hitori botchi no Ēsu Sutoraikā – "Ace Striker solitario"                                                                                                | 5 gennaio 1988   | 31 ottobre 1988   |
| 25    | 18    | Una giornata avventurosa 「ひとりぼっちのエースストライカー」 - Hitori botchi no Ēsu Sutoraikā – "Ace Striker solitario"                                                                                           | 5 gennaio 1988   | 2 novembre 1988   |
| 26    | 19    | Uno strano allenatore 「ひとりぼっちのエースストライカー」 - Hitori botchi no Ēsu Sutoraikā – "Ace Striker solitario"                                                                                              | 5 gennaio 1988   | 4 novembre 1988   |
| 17    | 20    | Il giorno di San Valentino 「キッカーズの大もめバレンタインデー！」 - Kikkāzu no dai mome Barentain Dē! – "Il giorno di San Valentino della grande madre dei calciatori!"                                          | 11 febbraio 1987 | 7 novembre 1988   |
| 18    | 21    | Grazie Mister 「どうしたの？試合中に立ち去ったコーチ」 - Dōshita no? Shiai-chū ni tachisatta kōchi – "Cosa c'è che non va? L'allenatore se ne è andato durante la partita"                                         | 18 febbraio 1987 | 16 novembre 1988  |
| 19    | 22    | Un sorteggio sfortunato 「さあ公式戦だ！でも野球部とトラブった」 - Sā kōshiki-senda! Demo nodamabu to torabutta – "È un gioco ufficiale! Ma ho avuto un problema con il club di baseball"                          | 25 febbraio 1987 | 18 novembre 1988  |
| 20    | 23    | Comincia il campionato 「見つけたぞ！白？エイトバックの弱点」 - Mitsuketa zo! Shiro? Eito Bakku no jakuten – "L'ho trovato! Bianco? Le debolezze dell'Eight Back"                                                  | 3 marzo 1987     | 25 novembre 1988  |
| 21    | 24    | Lotta senza tregua 「ナゾのチーム出現！第２試合は大乱戦？」 - Nazo no Chīmu shutsugen! Dai 2 shiai wa dai ransen? – "Appare una squadra misteriosa! Il secondo gioco è una grande battaglia?"                      | 11 marzo 1987    | 2 dicembre 1988   |
| 22    | 25    | L'ultima partita 「ＧＯ！ライバル上杉との熱闘が始まった」 - GO! Raibaru Uesugi to no Nettō ga hajimatta – "GO! È iniziata una feroce battaglia con il rivale Uesugi"                                               | 18 marzo 1987    | 5 dicembre 1988   |
| 23    | 26    | Un gran finale 「君は流れ星！燃えつきろキッカーズ」 - Kimi wa nagareboshi! Moetsukiro Kikkāzu – "Sei una stella cadente! Bruciate calciatori"                                                                      | 25 marzo 1987    | 9 dicembre 1988   |
| OAV   | -     | 「がんばれ!キッカーズ ぼくたちの伝説」 - Ganbare! Kikkāzu boku-tachi no densetsu – "Mettetecela tutta! Calciatori, la nostra leggenda"                                                                             | 21 agosto 1987   | inedito           |
| OAV   | -     | Episodio riassuntivo ma con un finale alternativo. |                  |                   |

#### Doppiaggio
| Personaggio                 | Doppiatore originale | Doppiatore italiano     |
| --------------------------- | -------------------- | ----------------------- |
| Rudy Musten (Kakeru Daichi) | Tomiko Suzuki        | Daniele Carnini         |
| Buddy Fox (Masaru Hongo)    | Kazue Ikura          | Massimiliano Manfredi   |
| Lenny Newman                |                      | Fabio Boccanera         |
| Wendy Newman                |                      | Laura Lenghi            |
| Ricky                       |                      | Corrado Conforti        |
| Jeff                        |                      | Davide Lepore           |
| Leonard                     |                      | Francesco Pezzulli      |
| Butch                       |                      | Fabrizio Manfredi       |
| Sam                         |                      | Alessio Cigliano        |
| Steve                       |                      | Alessio Cigliano        |
| Luther                      |                      | Julian Olivieri Orioles |
| Luke                        |                      | Marco Baroni            |
| Billy                       |                      | Ilaria Stagni           |
| Philip                      |                      | Vittorio Battarra       |
| Iam Becker                  |                      | Massimiliano Alto       |
| Ken                         |                      | Giorgio Milana          |
| Rei                         |                      | Julien Olivieri Orioles |
| Andrew                      |                      | Giorgio Borghetti       |
| Lisa Musten (Ayumi Daichi)  | Chieko Honda         | Barbara De Bortoli      |

## Accoglienza
Il fumetto originale ha vinto il Premio Shōgakukan per i manga 1987 come miglior manga per bambini.